# Lowknox
Lowknox ist eine deutsche Punk-Rock-Band aus Münchweiler an der Alsenz, die im Jahr 2009 gegründet wurde.

## Geschichte
Im Jahr 2009 wurde Lowknox von Ruben Brachhold, Mathias Musahl, Christian Senn und Daniel Hindenlang gegründet. Einfluss auf ihren Stil nehmen Bands wie Pascow, Kettcar, …But Alive, Muff Potter. 2010 produzierten Lowknox ihr Demo zusammen mit Anton Zaslavski und Arkadi Zaslavski im Mysterium Studio Sembach. Im Jahre 2012 folgte das erste Album „Raubtier Mensch“, welches ebenfalls von Arkadi Zaslavski produziert wurde. Mit diesem Album trat Lowknox mit Bands wie The Satellite Year, Jaya the Cat, Frau Potz und Love A auf. Im Februar 2016 erschien Lowknox mit dem Lied „Zeit für Wichtige Dinge“ auf der OX Compilation #125.
2017 produzierte Lowknox zusammen mit Kurt Ebelhäuser das Album „Ringstraße“, welches nach der Veröffentlichung am 13. Mai 2017 in der Ausgabe 08/17 des Visions Magazin zum Demo des Monats gekürt wurde.

## Diskografie

### Studioalben
- 2010: Demo
- 2012: Raubtier Mensch
- 2017: Ringstraße

### Singles
- 2016: Zeit für neue Welten
- 2024: Arschweg

## Einzelnachweis
1. ↑  Ox-Fanzine: Ox-Fanzine #125:: ox-fanzine.de. Archiviert vom Original (nicht mehr online verfügbar) am 19. Januar 2018; abgerufen am 18. Januar 2018.  Info: Der Archivlink wurde automatisch eingesetzt und noch nicht geprüft. Bitte prüfe Original- und Archivlink gemäß Anleitung und entferne dann diesen Hinweis.